# Marie Schreiber
Pour les articles homonymes, voir Schreiber.
Marie Schreiber, née le 17 avril 2003 à Bettborn, est une cycliste professionnelle luxembourgeoise. 
Elle pratique le cyclo-cross et le cyclisme sur route.

## Biographie
Au début des années 2020, Marie Schreiber domine les championnats juniors (17/18 ans) de son pays dans les deux disciplines qu'elle pratique, à savoir le cyclo-cross et le cyclisme sur route. Lors de la saison de cyclo-cross 2020-2021 marquée par la pandémie de Covid-19, elle se classe deuxième - derrière la Britannique Zoe Bäckstedt - de la seule manche de Coupe du monde juniors à Tábor, terminant de ce fait également deuxième d'un classement général tronqué. 
Lors de la saison 2021-2022, pour ses débuts chez les espoirs (moins de 23 ans), elle devient championne du Luxembourg de cyclo-cross espoirs et décroche deux tops 10 aux championnats du monde et d'Europe. La saison suivante, elle est à nouveau titrée championne du Luxembourg de cyclo-cross espoirs et décroche ses deux premières victoires en Allemagne sur des cyclo-cross UCI. Par la suite, elle s'illustre face aux coureuses élites. Elle est huitième de la Coupe du monde de cyclo-cross élites (deuxième du classement des espoirs derrière Shirin van Anrooij), après avoir décroché quatre top 10 sur des manches de Coupe du monde et un podium sur l'Azencross. Chez les espoirs, elle est quatrième du championnat d'Europe et cinquième du championnat du monde.
Ses bonnes performances lui permettent de rejoindre à 19 ans, en 2023, l'équipe World Tour SD Worx, considérée comme la meilleure formation sur route du monde. Elle rejoint notamment  dans l'équipe sa compatriote luxembourgeoise Christine Majerus et la spécialiste du cyclo-cross hongroise Blanka Vas. Lors de la saison sur route, elle devient  championne du Luxembourg sur route espoirs et termine cinquième du championnat d'Europe sur route espoirs. Le 3 décembre 2023, elle termine deuxième derrière Lucinda Brand de la manche de Coupe du monde de cyclo-cross à Flamanville, signant son premier podium à ce niveau et un résultat historique pour son pays.
Le 21 décembre 2024, elle remporte sa première course en coupe du monde de cyclo-cross à Hulst aux Pays-Bas, devançant les Néerlandaises Lucinda Brand et Puck Pieterse.

## Palmarès en cyclo-cross
- 2019-2020

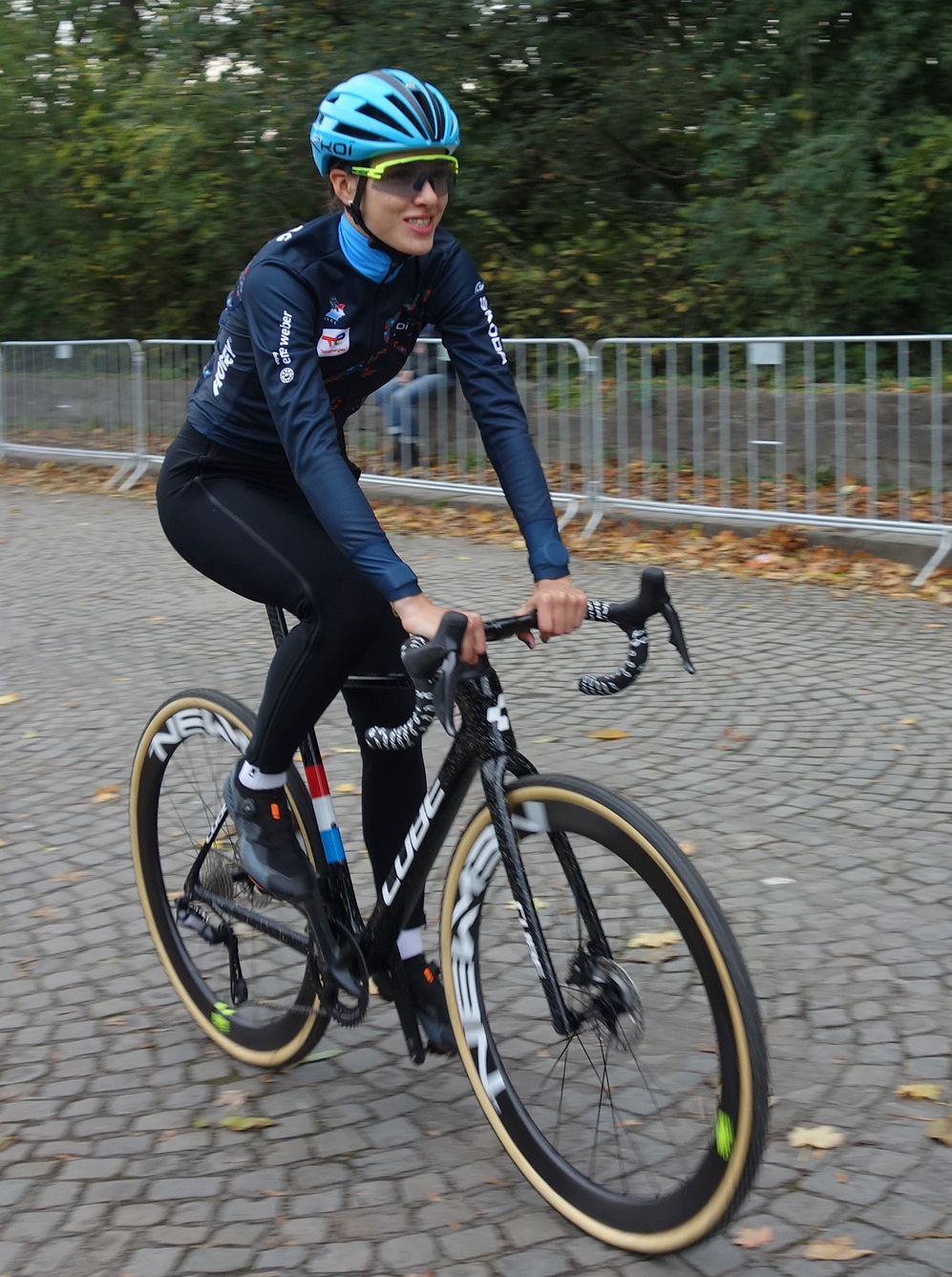
Schreiber avant le départ du championnat d'Europe de cyclo-cross espoirs 2022.

  -  Championne du Luxembourg de cyclo-cross juniors
  - 9e du championnat du monde de cyclo-cross juniors
- 2020-2021
  - 2e de la Coupe du monde de cyclo-cross juniors
- 2021-2022
  -  Championne du Luxembourg de cyclo-cross espoirs
  - Grand-prix de la Commune de Contern, Contern
  - 6e du championnat du monde de cyclo-cross espoirs
  - 7e du championnat d'Europe de cyclo-cross espoirs
- 2022-2023
  -  Championne du Luxembourg de cyclo-cross
  - 4 Bikes Festival Cyclocross Race, Lützelbach
  - GGEW Grand Prix, Bensheim
  - 2e de la Coupe du monde de cyclo-cross espoirs
  - 4e du championnat d'Europe de cyclo-cross espoirs
  - 5e du championnat du monde de cyclo-cross espoirs
  - 8e de la Coupe du monde de cyclo-cross
- 2023-2024
  -  Championne du Luxembourg de cyclo-cross
  - 4 Bikes Festival Cyclocross Race, Lützelbach
  - GGEW Grand Prix, Bensheim
  - Brumath Bike Festival, Brumath
  -  Médaillée d'argent du championnat d'Europe de cyclo-cross espoirs
  - 3e de la Coupe du monde de cyclo-cross espoirs
  - 5e du championnat du monde de cyclo-cross espoirs
  - 9e de la Coupe du monde de cyclo-cross
- 2024-2025
  -  Championne du Luxembourg de cyclo-cross
  - Coupe de France #1, Nommay
  - Coupe de France #2, Nommay
  - Grand-prix de la Commune de Contern, Contern
  - Coupe du monde de cyclo-cross #5, Hulst
  - Exact Cross #6, Maldegem
  -  Médaillée d'argent du championnat du monde de cyclo-cross espoirs
  -  Médaillée d'argent du championnat d'Europe de cyclo-cross espoirs
  - 2e de la Coupe du monde de cyclo-cross espoirs
  - 6e de la Coupe du monde de cyclo-cross

## Palmarès sur route

### Palmarès par année
- 2020
  -  Championne du Luxembourg sur route juniors
  -  Championne du Luxembourg du contre-la-montre juniors
  - 7e du championnat d'Europe sur route juniors
- 2021
  -  Championne du Luxembourg sur route juniors
  -  Championne du Luxembourg du contre-la-montre juniors
- 2022
  - 2e du championnat du Luxembourg sur route espoirs
  - 2e du championnat du Luxembourg du contre-la-montre espoirs
- 2023
  -  Championne du Luxembourg sur route espoirs
  - 2e du championnat du Luxembourg du contre-la-montre espoirs
  - 3e du championnat du Luxembourg sur route
  - 5e du championnat d'Europe sur route espoirs
- 2024
  -  Championne du Luxembourg sur route
  -  Médaillée de bronze du championnat d'Europe du contre-la-montre espoirs
  - 4e du championnat du monde du contre-la-montre espoirs
- 2025
  -  Médaillée d'or sur route des Jeux des petits États d'Europe
  -  Médaillée d'or du contre-la-montre des Jeux des petits États d'Europe
  -  Championne du Luxembourg sur route
  -  Championne du Luxembourg sur route espoirs
  -  Championne du Luxembourg du contre-la-montre

### Classements mondiaux
| Année                                 | 2022 | 2023 | 2024 |
| ------------------------------------- | ---- | ---- | ---- |
| Classement UCI                        | 515e | 208e | 217e |
| UCI World Tour                        | nc   | 327e | 297e |
|                                       |      |      |      |
| Légende : nc = non classéSource : UCI |      |      |      |